# Połajanki Lokiego

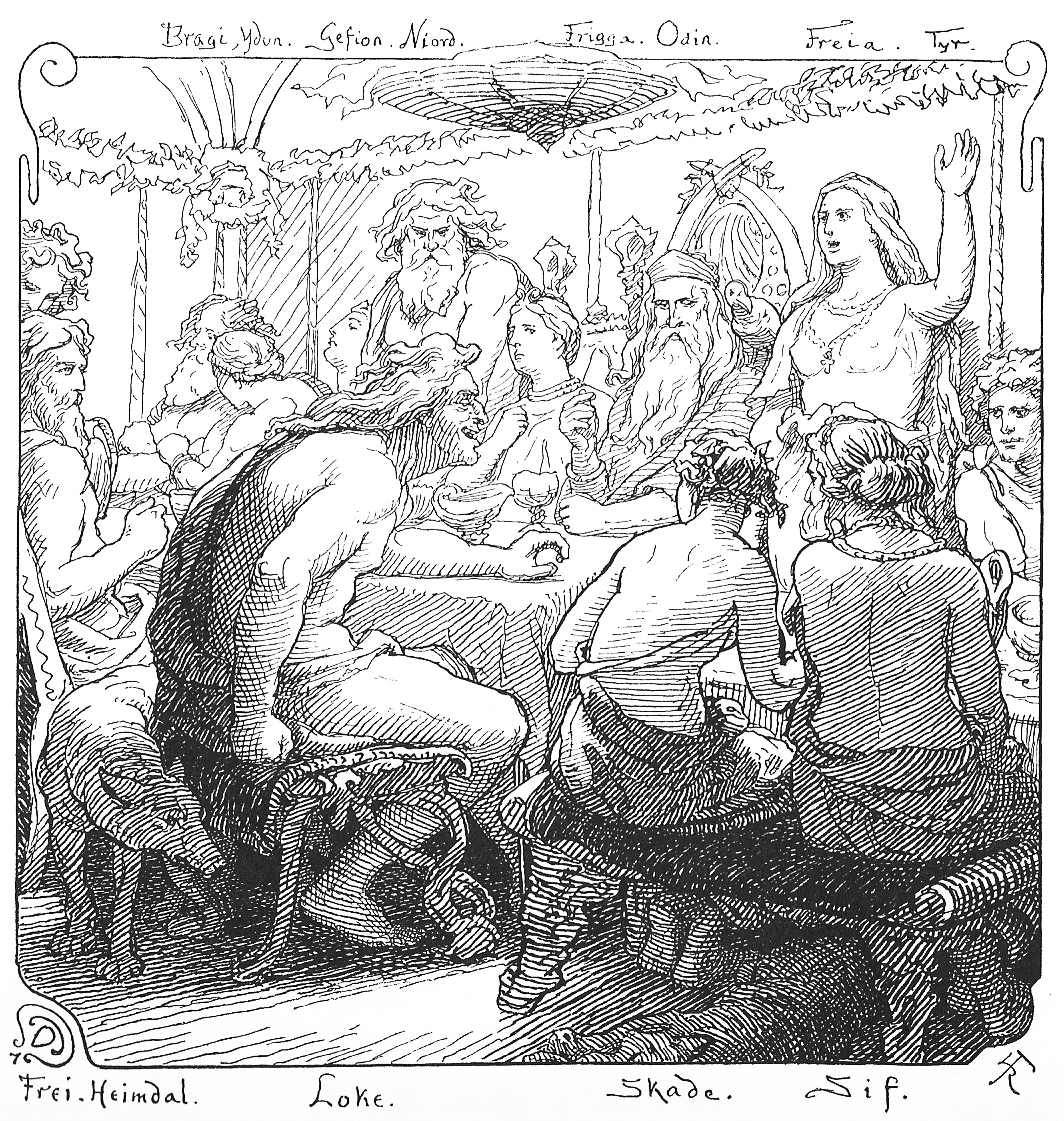
Loki kłócący się z bogami na ilustracji Lorenza Frølicha z 1895 roku.

Połajanki Lokiego (Lokasenna) – pieśń zaliczana do Eddy poetyckiej.  Inne tłumaczenia tytułu pieśni to: "Loka-Senna (Loka Zwady), czyli Loka gelpsa (Loka przekęsy)", "Kłotnie Lokiego", "Kłótnia Lokiego",  "Obelgi Lokiego" oraz  „Lokiego bitwa na słowa”.

## Treść
Pieśń poprzedza wstęp pisany prozą, wprowadzający słuchacza. Informuje on o tym, że olbrzym zwany Egirem bądź Gymirem wytworzył niegdyś wielki kocioł piwa. Chciał wyprawić dla bogów ucztę, na której wypiją jego napój. Z jego zaproszenia skorzystali Odyn, Frigg, Sif, Bragi, Idunn, Njord, Skadi, Frey, Freya i wielu innych. Przybył też Loke. Największym nieobecnym był Thor, bawiący wtedy na wschodzie.
Z początku uczta wyglądała na udaną. Złoto oświetlało spokojnie ucztujących, a ich kubki napełniały się same. Goście bardzo chwalili sługi swego gospodarza, co zdenerwowało Lokego do tego stopnia, że zabił on Fimafenga (Śmigłego), jednego ze służących Egira. Wzbudził tym uczynkiem gniew Asów, którzy zatrzęśli swymi tarczami i wypędzili mordercę do lasu, po czym wrócili do uczty.
Loke powrócił jednak. Zbliżył się do innego służącego Gymira, Eldira (Ogienka), i jął rozpytywać go, o czym też ucztujący mówią. Uzyskał informacje, że konwersacja dotyczy broni oraz bitew i dokonanych w nich czynów, którymi chwalili się nieprzyjaźni mu bogowie. Loke zdecydował więc powrócić na ucztę i namieszać. Pieśń określa to słowami zamieszać miód ze złem lub z żółcią:

3. Loki:

Do sali biesiadnej Ægira wejdę,

bo chętnie tę ucztę zobaczę.

Zasieję podłość, zasieję wzburzenie,

do miodu żółć wmieszam Asom.

Tak więc wygnany Loke wstąpił ponownie na ucztę Egira. Bogowie umilkli, a przybysz zażądał podania sobie dobrego miodu. Wtedy odezwał się Bragi, mówiąc, iż bogowie sami wiedzą, kto powinien zostać zaproszony na ucztę. Loke wszedł w spór. Najpierw zwrócił się do Odyna i wypomniał mu dawne braterstwo krwi. Odyn obiecał mu wtedy, że sam nie sięgnie po swój kubek, dopóki nie zostanie napełniony kubek Lokego, po czym nakazał, aby napełnić naczynie dla kłopotliwego gościa. Ten jednak nie napił się, lecz kontynuował kłótnię. Skierował się ku Bragiemu, oskarżając go o tchórzostwo. Idunn starała się załagodzić konflikt, ale Loke zaatakował wtedy i ją, mówiąc, że ma słabość do mężczyzn i że trzymała w objęciach mordercę swego brata. Trudno wyjaśnić ten zarzut, gdyż inne teksty o nim nie wspominają. Tymczasem do konfliktu przyłączyła się Gefion, powtórnie zabrał głos Odyn, na co Loke odpowiedział, że Odyn nie dowodził roztropnie bitwami, ofiarując zwycięstwo nie tym, którzy bardziej sobie na nie zasłużyli. Oskarżony o obdarzanie zwycięstwem w bitwie tchórzy, Odyn przypomniał Lokemu, że niegdyś mieszkał on pod ziemią przez osiem zim, zajmując się dojeniem krów, uprawiając stosunki homoseksualne z innymi mężczyznami i rodząc im dzieci. W tamtych czasach Germanie uznawali to za wielki zarzut. Loke w odpowiedzi opowiedział, jak to Odyn walił w bęben na wyspie Samsey, parając się magią przeznaczoną dla kobiet. Również tę czynność uważano za uwłaczającą dla mężczyzny. Dalej Loke znieważył boginie Frigg i Freyę – wypominając pierwszej zdradę męża ze swymi szwagrami – Wilim i We – drugiej natomiast rozpustę z wszystkimi Asami i elfami. Njorda natomiast oskarżył o spłodzenie potomka z kazirodczego związku z własną siostrą, z którego to narodzili się Frey i Freya. Tyr z kolei został znieważony, gdyż stracił rękę, a Loki miał dziecko z jego żoną. Następny odzywa się Frej:

41. Frej:

Wilk sobie leży u ujścia rzeki

i czeka na bogów upadek.

Ciebie samego też zakujemy

jeśli się nie zamkniesz, nieszczęść kowalu.

42. Loki:

Oddałeś swe złoto za córkę Gymira,

sprzedałeś do tego swój miecz.

Gdy synowie Muspelu do Mrocznego Boru

dotrą, bezbronny do walki staniesz.

Po nim ratować swojego pana chce służący Freja, Jęczmyk (Byggvir) i jego żona Słódka (Beyla); Hajmdal i Skadi, ale wszyscy zostają obrażeni przez Lokiego. Także Sif próbowała zakończyć kłótnię, podając Lokemu miód w naczyniu z kryształu, obdarowany jednak począł mówić, jak to zdradziła z nim swego męża. Wtedy właśnie ze wschodu wrócił wspomniany Thor, a jego przybycie obwieściły drżenia gór. Loke wymienia z nim kilka uszczypliwości, przewyższając go inteligencją i błyskotliwością. Thor jednak jest silny i Loke ze strachu opuszcza biesiadę:

64. Loki:

Powiedziałem Asom i synom asowym

to, co miałem na myśli.

Ale chętnie już pójdę z twojego powodu,

bo wiem, że potrafisz też bić.

65. Dałeś nam piwo Ægirze, lecz nigdy więcej

nie zaprosisz już na biesiadę.

Niech wszystko, co masz tu, pochłoną płomienie

i tyłek niech ci się przysmaży.

W tym miejscu kończy się poetycka część pieśni.

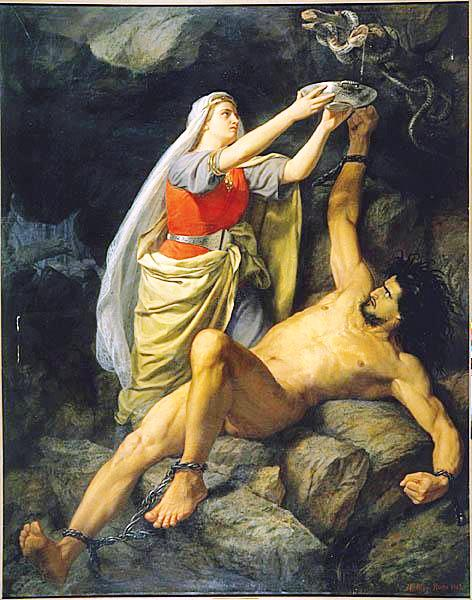
Loki i Sigyn, obraz Mårtena Eskil Winge'a (1863)

Zakończenie historii również pisane jest prozą. Fragment ten figuruje pod swoim własnym tytułem O Lokem. Niemiły gość Egira przybrał po ucieczce postać łososia, by ukryć się w wodospadzie opadającym do fiordu Frangangr. Asowie jednak znaleźli go i odłowili. Pojmanego związali jelitami jego syna Nára (drugiego potomka Lokego, imieniem Narwi, uczynili wilkiem). Skadi, którą Loke obraził, wzięła jadowitą żmiję. Umieściła ją powyżej głowy Lokego, tak by jad żmii kapał związanemu na głowę. Żona Lokego wzięła natomiast czaszę i podstawiła ją tak, by uchronić męża przed jadem. Jednakże co jakiś czas czasza wypełnia się. Żona Lokego musi ją wtedy opróżnić. W tym czasie jad żmii kapie Lokemu na głowę. Związany kurczy się wtedy i wywołuje drżenia obejmujące ziemię. W ten sposób Germanie tłumaczyli trzęsienia ziemi.

## Powstanie
Miejscem powstania pieśni wydaje się być Skandynawia. Przemawia za tym choćby wspomnienie rzeczywiście istniejącej duńskiej wyspy Samsey. Również postać Gefion pojawia się później w źródłach z Danii. Nie ma żadnych argumentów za tym, by Germanie kontynentalni znali tę opowieść. O ile mieli oni zapewne podobne pieśni, nie występował w nich znany jedynie w Skandynawii Loke.
Nie wydaje się, by wszystkie omówione wyżej elementy powstały jednocześnie. Wstęp, zakończenie i krótka wstawka prozą powstać musiały później. Wstęp ma bowiem wytłumaczyć słuchaczom, o czym opowiada pieśń, by mogli ją zrozumieć. Sama pieśń powstała zapewne jeszcze przed przyjęciem w Skandynawii chrześcijaństwa. Wskazuje na to doskonała orientacja autora w mitologii germańskiej, wprowadzenie do pieśni kilku mało znanych postaci, jak choćby Idunn. Uwagę badaczy zwrócił również sceniczny charakter pieśni, o wartkiej akcji skupionej wokół głównej postaci. W rezultacie doszukiwali się oni w niej funkcji kultowych bądź też szacowali jej czas powstania na późniejszy. Utwory opisujące uczty modne były zwłaszcza w XII wieku. Jednakże ucztowano i wcześniej. Sławienie w pieśniach uczt nie dziwi u ludzi cierpiących głód. Charakterowi kultowemu przeczy zaś brak jakichkolwiek elementów związanych z kultem.
Czas powstania pieśni próbowano określić również na podstawie ukazania w niej bogów w kategoriach moralnych. Otóż każdy z nich został w niej zganiony. Wysunięto więc hipotezę, że pieśń może stanowić w istocie satyrę na bogów. Oznaczałoby to, że mogła powstać w czasie bezpośrednio poprzedzającym chrystianizację Skandynawii lub też w trakcie zmiany religii. Z drugiej jednak strony trudno ten pogląd uzasadnić. Powstaje pytanie o autora takiej satyry. Kościół katolicki nie prowadził walki ideologicznej z wierzeniami germańskimi. W dawnych bogach widział niebezpieczeństwo zbyt duże, by śmiać się z nich, tworzyć na nich satyrę. Nie uznawał ich za wymyślone umysłem ludzkim twory, ale za demony, wyrządzające człowiekowi zło. Daleka od takiej wizji jest omawiana pieśń. Występujący w niej bogowie nie pomagają ani nie szkodzą ludziom. Po prostu siedzą i ucztują. Przeczy to chrześcijańskiemu źródłu pieśni. Opisywanie ułomnych bogów łączy się raczej z ludowym charakterem pieśni. Nie opisuje ona Odyna jako wielkiego wodza. Ucztujący piją piwo, napój szeroko rozpowszechniony u Germanów. Również pity przez Lokego miód to stary indoeuropejski napój. Naczynia z kryształu czy raczej szkła, jakie dano Lokemu, kupowano w Skandynawii. Natomiast w innych pieśniach Eddy pite jest wino, droższe i rzadsze od piwa.
Kolejny argument odnośnie do czasu powstania pieśni wynika z opisu stosunków społecznych. Egir miał bowiem służących. Pieśń nie mogła więc powstać w czasach, kiedy wśród Germanów służących jeszcze nie było. Uwagę zwraca ich niska pozycja. Zabicie służącego spotyka się z gniewem bogów, wyrażonym potrząsaniem tarczami, ale jedyną karą spadającą na Lokego za zabójstwo służącego jest wygnanie. Przywodzi to na myśl niewolnictwo. Niewolnik był bowiem własnością pana i za zabicie go należało po prostu uiścić właścicielowi jego wartość. Połajanki Lokego powstałyby więc w czasie, gdy Germanie praktykowali już niewolnictwo, a więc w czasie wypraw wikingów, biorących ludzi w niewolę.